# Донорство тела

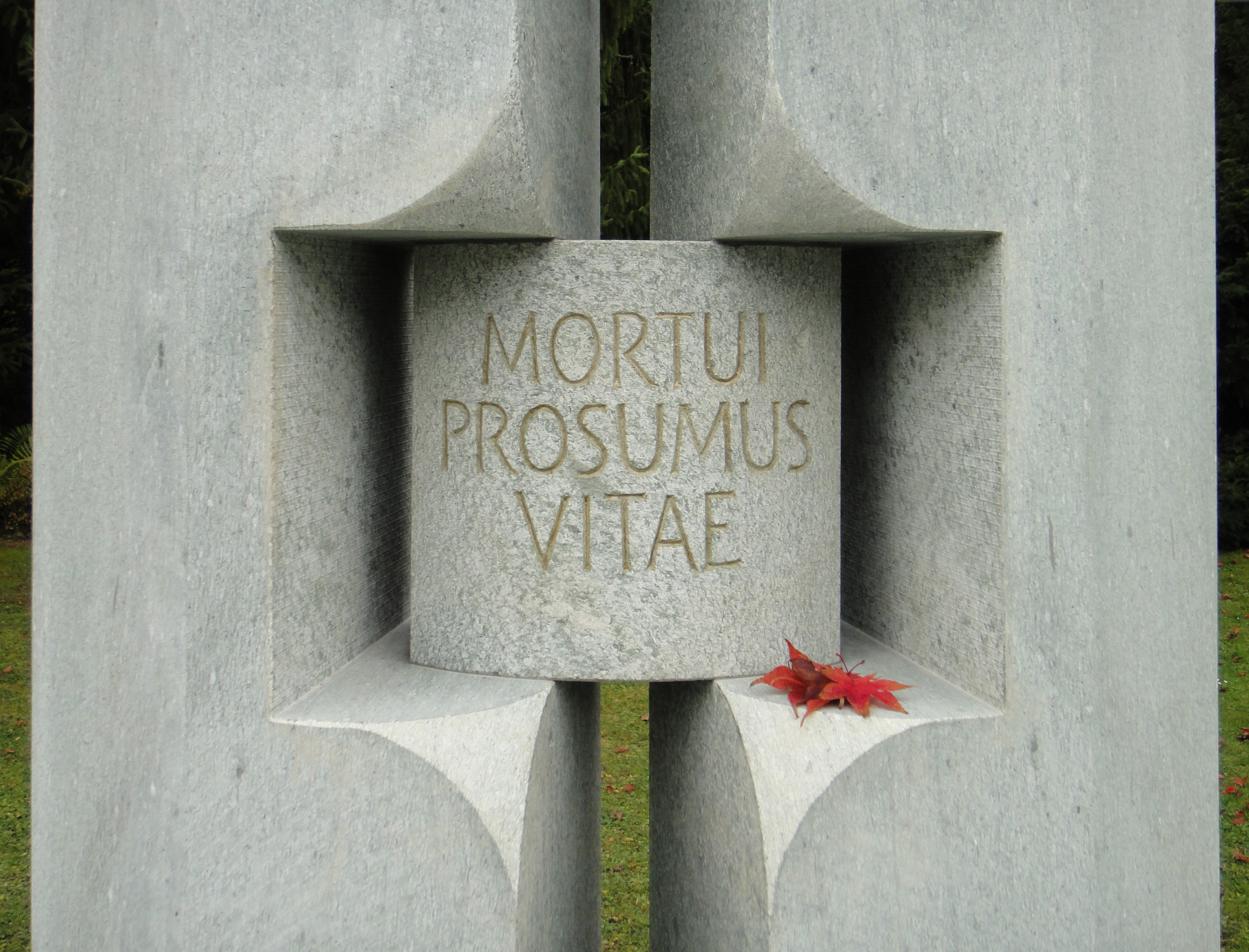
«Даже в смерти мы служим жизни»: надпись на братской могиле, посвященной донорам тел

Донорство тела (анатомическое пожертвование или завещание тела) — это пожертвование всего тела после смерти для исследований. Программы пожертвований часто предусматривают стипендию и/или покрывают расходы на кремацию или захоронение после того, как подаренный труп выполнит свою задачу и будет возвращен семье для погребения.
Частные программы (коммерческие или некоммерческие) также принимают доноров.
Любой человек, желающий пожертвовать свое тело, может сделать это через определённую программу. Физические лица могут запросить форму согласия, и им будет предоставлена информация о политике и процедурах, которые будут применяться после смерти потенциального донора.
Такая практика все ещё относительно редка. В некоторых штатах США и в рамках академических программ человек должен сам принять решение пожертвовать свои останки перед смертью; решение не может быть принято по доверенности. Если человек решает не жертвовать все свое тело или не может это сделать, существуют другие формы донорства, с помощью которых можно внести свой вклад в науку после смерти, например, донорство органов и тканей.

## Мотивы доноров
На решение стать донором тела влияют такие факторы, как:
- социальная осведомленность
- культурные установки и представления о донорстве тела
- культурные установки и представления о смерти
- религия, отношение индуизма[2], буддизма[3], ислама[4], христианства[5] к идее донорства тела — положительное
- представления о взаимоотношениях тела и разума[6]

Исследования показывают, что большинство доноров руководствуются следующими мотивами:
- альтруизм
- желание поспособствовать развитию медицинских знаний
- быть полезными после смерти
- помочь будущим поколениям
- выразить благодарность за медицинский уход
- избежать похорон
- избежать отходов[уточнить]

Финансовые стимулы
Оказалось, что финансовые стимулы донорства тела служат сдерживающим фактором. Однако исследование в США, показывающее положительную корреляцию между количеством доноров тел и экономией средств на похоронах, предлагаемой в качестве компенсации, предполагает, что в действительности дополнительный стимул может стать убедительным фактором для доноров.

## Использование тел
Тела, переданные в дар какой-либо организации, используются для:
- научных исследований и медицинской подготовки
- обучения студентов-медиков анатомии
- совершенствования и создания новых медицинских технологий.

Многие программы, принимающие донорские тела, имеют определённые исследовательские проекты (можно просмотреть на веб-сайте каждой программы), включающие исследования:
- рака
- болезни Альцгеймера
- по улучшению хирургических операций

Некоторые программы принимают тела целиком, но распределяют разные части тела в зависимости от необходимости.
В программе государственного университета в Портленде OHSU тело донора может быть возвращено семье в течение шести месяцев — трёх лет. При этом учитываются бальзамирование, исследования и количество тел, к которым программа имеет доступ на данный момент.

## Донорство тела по странам

### Германия
Утилизация тел и донорство регулируются Bestattungsgesetze (законами о похоронах) штатов. Донорство тела может иметь место только в том случае, если умерший подписал при жизни завещание, в котором указано намерение передать свое тело в дар анатомическому институту. Родственники умершего не могут ни дать разрешение, ни отказать в донорстве тела на основании указанного заявления, однако институт может отказать в приёме тела по причинам того, что тело:
- является носителем инфекционных заболеваний,
- с удаленными органами или частями тела для донорства или операции,
- непригодно для обучения,
- находится слишком далеко от института
- негде хранить по причине вместимости хранилища.

Большинство институтов требуют внесения предоплаты расходов на похороны.

### Индия
В 1948 году Закон об анатомии был принят во всех штатах Индии. Это позволяет донору передавать тело в дар и запрашивать тела для использования в медицинских и исследовательских целях, если на тело не было предъявлено претензий в течение 48 часов. Существуют особые правила приема тел в качестве пожертвований. Не считаются подходящими тела с ВИЧ/СПИДом, гепатитом (A, B и C), с извлечёнными донорскими органами, экстремальным ИМТ или кожными заболеваниями.
Пожертвовали свои тела для медицинских исследований:
- коммунистический лидер Джиоти Басу[15]
- лидер Джана Сангх Нанаджи Дешмукх[16] .

В настоящее время многие люди в Индии жертвуют свои тела после смерти, подписывая форму залога с двумя подписями свидетелей.

### Соединённые Штаты
Юридическое право человека выбирать донорство тела регулируется Законом о едином анатомическом даре, который в значительной степени принят большинством штатов. Только законный ближайший родственник умершего может предоставить необходимое согласие на донорство, если донор не предоставил его в конкретную программу приема до смерти. Донорство тела не регулируется лицензированием и проверкой со стороны федерального правительства и большинства штатов.

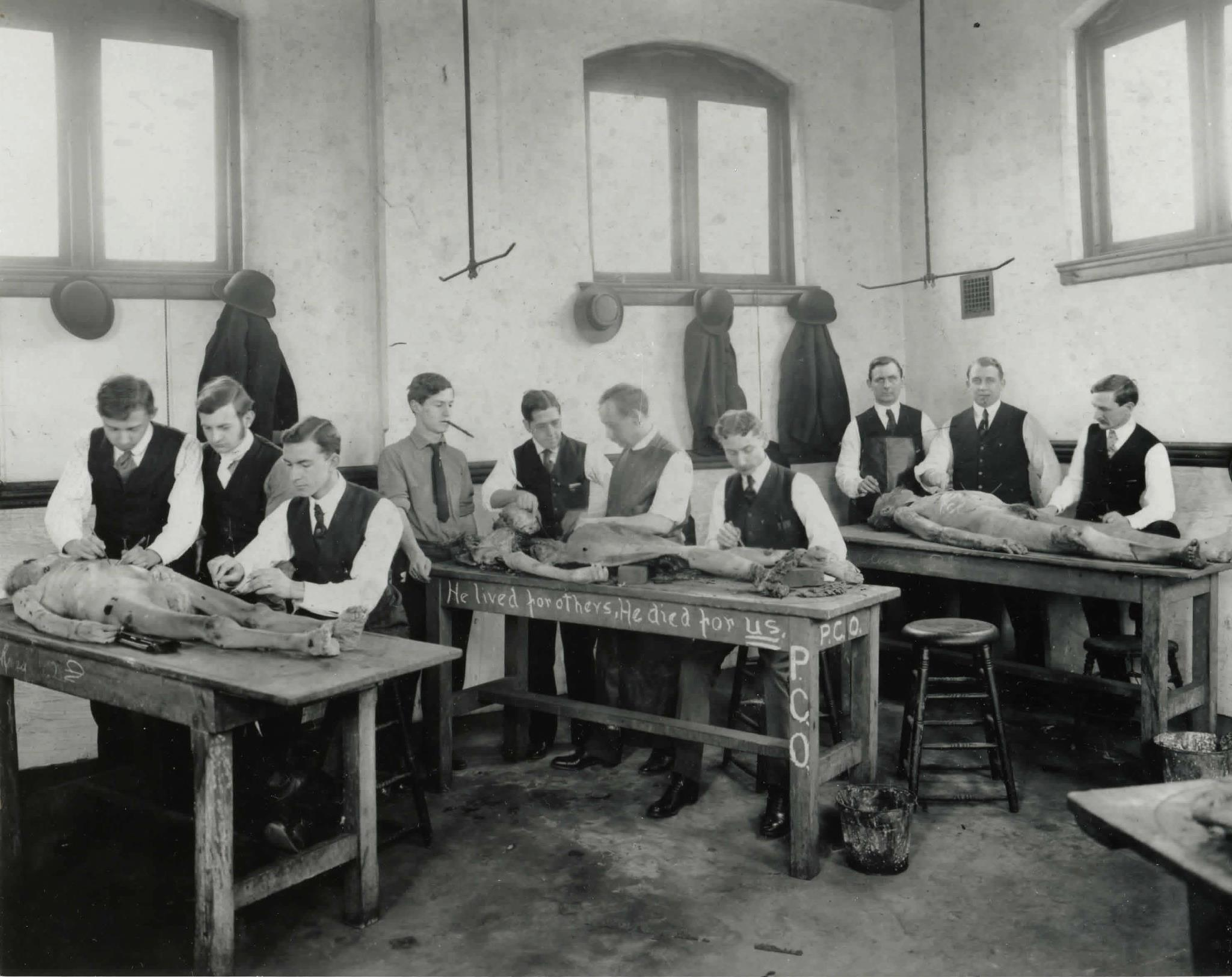
Класс диссекции в Филадельфийском колледже остеопатической медицины, 1908 год. На центральном столе написано: "Он жил для других, Он умер для нас ".

Брокеры по телам (или банки тканей, не предназначенных для трансплантации) могут предлагать бесплатную кремацию, а затем впоследствии перепродавать части тела на практически нерегулируемом национальном рынке.
Американская ассоциация банков тканей (AATB) предоставляет аккредитацию исследовательским и образовательным программам банков тканей, не связанным с трансплантацией. Пожертвование всего тела и хранение тканей, не подлежащих трансплантации, остаются отраслью с ограниченным регулированием.
Американская ассоциация медицинского образования и исследований (AMERA) — признанный национальный орган по аккредитации в США, который предоставляет аккредитацию организациям, использующим стандарты, разработанные исключительно для организаций, не занимающихся трансплантацией. Сюда входят:
- организации доноров всего тела
- университетские анатомические программы
- программы биохранилищ
- конечные пользователи человеческих тканей

Многие медицинские программы в Соединённых Штатах теперь проводят поминальные службы по пожертвованным телам с целью продемонстрировать уважение к донорам и их семьям, а также пролить позитивный свет на процесс донорства тел.
В США существует множество программ частного донорства тел. Каждая из этих частных программ принимает тела из определённых близлежащих районов. В программы не принимаются тела с положительными результатами на гепатит (А, В и С), ВИЧ/СПИД, с историей незаконного употребления наркотиков или лица, попадающие в крайнюю категорию по ИМТ. Процесс бальзамирования добавляет ещё больше веса телу донора, поэтому, если у него высокий ИМТ, программы могут не принять тело.

### Великобритания
Донорство тела в Великобритании регулируется Управлением по тканям человека (HTA) в соответствии с Законом о тканях человека 2004 года. HTA лицензирует и проверяет медицинские школы, которые преподают анатомию с использованием донорских тел. Согласно Закону о человеческих тканях, письменное согласие должно быть дано до смерти; согласие не может быть дано кем-либо ещё после смерти.
Управление по изучению тканей человека предоставляет донорам информацию о том, где они могут сдать кровь, и отвечает на многие распространенные вопросы, связанные с донорством тканей, на своем веб-сайте. HTA предоставляет ссылки на информацию каждого учреждения.
Некоторые программы могут отклонять тела доноров, умерших за границей.

### Россия
В России есть закон об использовании тела, органов и тканей умершего человека — это 68-я статья федерального закона от 21 ноября 2011 года № 323-ФЗ «Об основах охраны здоровья граждан в Российской Федерации». Также существует приказ Минздрава, в котором приводится перечень медицинских организаций, осуществляющих забор и заготовку человеческих органов и тканей. Желающим завещать свое тело нужно связаться с одним из этих учреждений и заранее договориться о том, чтобы ваше тело было использовано в научных целях. В своем завещании нужно прописать пункт о донорстве тела, в соответствии со ст. 5 ФЗ «О погребении и похоронном деле», необходимо указать конкретное лицо или организацию, которая выполнит ваше посмертное волеизъявление. Завещание должно быть заверено нотариально.

## Известные люди, чьи тела были переданы в дар науке
- Сэр Адриан Боулт (1889—1983), британский дирижёр;
- Сью Рэндалл (1935—1984), телевизионная актриса, известная как учительница мисс Ландерс в сериале «Предоставьте это Биверу»;
- Джозеф Пол Джерниган (1954—1993), казнен за убийство, тело использовалось в проекте «Видимый человек»;
- Дурвард Горэм Холл (1910—2001), конгрессмен США;
- Кэролин Прайс Хортон (1909—2001), переплетчик и консерватор-реставратор книг;
- Томас Иглтон (1929—2007), сенатор США;
- Сьюзан Поттер (1927—2015), активистка за права инвалидов, тело использовалось в проекте «Видимый человек»;
- Жак Фреско (1916—2017), американский инженер, дизайнер и футуролог, основатель организации «Проект Венера».